# Aspergillosi invasiva
L'aspergillosi invasiva  è una tipologia di aspergillosi, ovvero un'infezione alle vie respiratorie causata dall'inalazione delle spore del fungo Aspergillus, è una forma non comune ma grave.

## Tipologia
Esistono diverse forme:
- Aspergillosi polmonare invasiva, la più comune;
- Aspergillosi cronica necrotizzante, se vi è ostruzione delle vie aeree;
- Aspergillosi tracheobronchiale invasiva, tipica delle persone con trapianto polmonare.

## Fattori di rischio
Grave neutropenia, uso prolungato di corticosteroidi, AIDS.

## Eziologia
L'Aspergillus appartiene alla classe dei Deuteromycetes, esistono più di 300 specie di tali funghi, uno di essi, l'aspergillus fumigatus è il responsabile dell'aspergillus, infetta sia i polmoni che i vasi sanguigni.

## Sintomatologia
I sintomi e i segni clinici sono febbre, dispnea, brividi, tosse, emottisi, ematuria.

## Esami
Gli esami prevedono radiografia del torace e tomografia computerizzata dove si riscontrano segni inconfondibili.

## Terapia
Il trattamento consiste nella somministrazione di amfotericina B, e successivamente di itraconazolo, in alternativa l'uso di voriconazolo. Se le altre terapie non hanno dato effetti si utilizza la caspofungina. In casi estremi si utilizza l'escissione chirurgica.

## Prognosi
La prognosi risulta infausta